# Kelvin Madzongwe
Kelvin Wilbert Madzongwe (ur. 5 stycznia 1990) – zimbabwejski piłkarz grający na pozycji środkowego pomocnika. Od 2022 jest zawodnikiem klubu Bulawayo Chiefs FC.

## Kariera klubowa
Swoją karierę piłkarską Madzongwe rozpoczął w klubie Sparrows FC. W 2007 roku zadebiutował w nim. W 2008 grał w Njube Sundowns FC, a w 2009 w Chicken Inn FC. W latach 2010–2014 był zawodnikiem amerykańskiej drużyny uniwersyteckiej Boston U Terriers Uniwersytetu Bostońskiego, gdzie studiował marketing. W 2016 wrócił do Zimbabwe i do 2017 grał w Bulawayo City FC. W 2018 przeszedł do FC Platinum, z którym w latach 2018 i 2019 wywalczył mistrzostwo Zimbabwe. W 2020 przeszedł do Bulawayo Chiefs FC.

## Kariera reprezentacyjna
W reprezentacji Zimbabwe Madzongwe zadebiutował 4 sierpnia 2019 w wygranym 3:1 meczu Mistrzostw Narodów Afryki 2020 z Mauritiusem, rozegranym w Bulawayo. W 2022 roku został powołany do kadry na Puchar Narodów Afryki 2021. Na tym turnieju rozegrał dwa mecze grupowe: z Senegalem (0:1) i z Malawi (1:2).